# Festival de Cinema Llatinoamericà de Biarritz
El Festival de Cinema Llatinoamericà de Biàrritz (en francès Festival Biarritz Amérique Latine) és un festival de cinema internacional que se celebra cada any a Biarritz des de l'any 1979. La seva finalitat es promoure el cinema d'Amèrica llatina entre la població francesa i oferir oportunitats als realitzadors llatinoamericans.

## Descripció del festival
Al festival s'exhibeixen llargmetratges, curtmetratges i documentals. A més a més, s'hi presenten homenatges al voltant de diversos temes. També es fa èmfasi en trobades literàries, exposicions fotogràfiques i conferències acadèmiques. Cada any, es premia la millor pel·lícula amb l'Abrazo (l'abraçada), atorgat per un jurat de professionals. En paral·lel, el festival presenta projeccions de pel·lícules clàssiques i concerts.
El Festival de Cinema Llatinoamericà de Biàrritz és el referent del cinema llatinoamericà a França, amb més de 36.000 espectadors cada any.

## Requeriments[2]
Per participar en el festival, les pel·lícules han de complir els següents requeriments: 
- Les pel·lícules han d'haver sigut dirigides per un director llatinoamericà o resident a Amèrica Llatina
- Han de haver sigut produïdes entre setembre del any anterior a la convocatòria i setembre del any de la convocatòria
- No haver estat presentades en altres festivals a França (amb excepció del Festival Internacional de Cinema de Canes)
- No haver estat estrenades comercialment a França

## Selecció[2]
El comitè de selecció es qui s'encarrega de convidar les pel·lícules seleccionades que, llevat d'excepció, reuneixin les següents condicions:
- haver enviat el formulari d'inscripció acceptant el reglament del festival
- haver enviat un arxiu amb els subtítols en francès
- haver enviat una còpia de projecció de la pel·lícula a versió original amb subtítols en francès
- haver enviat la còpia de projecció en format DCP VOSTF

## Premis
Al festival es lliuren, entre d'altres, els següents premis: 
- Premi Abrazo a la millor pel·lícula
- Premi del jurat a la millor pel·lícula
- Millor actor i millor actriu
- Premi de la Unió Francesa de Crítics Cinematogràfics
- Premi abraçada al millor documental
- Premi Abrazo al millor curtmetratge

## Guanyadors
| Edició        | Premi Sol de Oro a la Millor pel·lícula | Premi del Públic                 | Premi del jurat                                      | Millor documental                                                                          |
| ------------- | --------------------------------------- | -------------------------------- | ---------------------------------------------------- | ------------------------------------------------------------------------------------------ |
| I (1992)      | La frontera                             | -                                | -                                                    | -                                                                                          |
| II (1993)     | La estrategia del caracol               | -                                | -                                                    | -                                                                                          |
| III (1994)    | Sicario                                 | -                                | -                                                    | -                                                                                          |
| IV (1995)     | Madagascar                              | Guantanamera                     | Cuestión de fe                                       | -                                                                                          |
| V (1996)      | Profundo carmesí                        | Um Céu de Estrelas               | -                                                    | -                                                                                          |
| VI (1997)     | Pandemonium, la capital del infierno    | Eva Perón                        | -                                                    | -                                                                                          |
| VII (1998)    | Kenoma                                  | Plaza de almas                   | -                                                    | -                                                                                          |
| VIII (1999)   | Yepeto                                  | Yepeto                           | -                                                    | Fé                                                                                         |
| IX (2000)     | Un amor de Borges                       | Esperando al mesías              | -                                                    | El día que me quieras                                                                      |
| X (2001)      | Bicho de Sete Cabeças                   | Una casa con vista al mar        | Lavoura Arcaica                                      | Onde a Terra Acaba                                                                         |
| XI (2002)     | Como el gato y el ratón                 | Valentín                         | Madame Satã                                          | La isla de los niños perdidos                                                              |
| XII (2003)    | Ojos que no ven                         | Amar te duele                    | Un titán en el ring                                  | Estadio Nacional                                                                           |
| XIII (2004)   | Whisky Romeo Zulu                       | Conversaciones con mamá          | El cielito de María                                  | -                                                                                          |
| Edició        | Premi Abrazo a la Millor pel·lícula     | Premi del Públic                 | Premi del jurat                                      | Millor documental                                                                          |
| XIV (2005)    | Tatuado                                 | Maroa                            | Noticias lejanas                                     | Seres extravagantes                                                                        |
| XV (2006)     | Proibido Proibir                        | Tiempo de valientes              | En el hoyo                                           | Hartos Evos aquí hay                                                                       |
| XVI (2007)    | Postales de Leningrado                  | Matar a todos                    | La noche de los inocentes                            | Secretos de lucha                                                                          |
| XVII (2008)   | Dioses                                  | Cosas insignificantes            | Estômago                                             | La Sombra de Don Roberto                                                                   |
| Edició        | Premi Abrazo a la Millor pel·lícula     | Premi del Públic                 | Premi de la Unió Francesa de Crítics Cinematogràfics | Millor documental                                                                          |
| XVIII (2009)  | Cinco días sin Nora                     | El cuerno de la abundancia       | La nana                                              | Mi vida con Carlos                                                                         |
| XIX (2010)    | Revolución                              | 5x Favela - Agora por Nós Mesmos | Revolución                                           | Diário de uma busca                                                                        |
| XX (2011)     | Las Acacias                             | Boleto al paraíso                | El premio                                            | Abuelos                                                                                    |
| XXI (2012)    | De martes a martes                      | Sofía y el terco                 | No                                                   | El Etnógrafo                                                                               |
| XXII (2013)   | Workers                                 | 7 cajas                          | El verano de los peces voladores                     | El Impenetrable                                                                            |
| XXIII (2014)  | Retour à Ithaque                        | Relatos salvajes                 | La Salada                                            | Mercedes Sosa, la voz de Latinoamerica · Café · Poder e impotencia, un drama en tres actos |
| XXIV (2015)   | Ixcanul                                 | La dictadura perfecta            | Ixcanul                                              | Invasión                                                                                   |
| XXV (2016)    | A Cidade Onde Envelheço                 | El Amparo                        | El invierno                                          | Nueva Venecia                                                                              |
| XXVI (2017)   | La familia                              | Últimos días en La Habana        | La soledad                                           | Cine São Paulo                                                                             |
| XXVII (2018)  | Pájaros de verano                       | La noche de 12 años              | Deslembro                                            | Bixa Travesty                                                                              |
| XXVIII (2019) | A Febre                                 | La Llorona                       | A Vida Invisível                                     | La vida en común                                                                           |
| XXIX (2020)   | Ofrenda                                 | Selva trágica                    | Chico ventana también quisiera · tener un submarino  | El otro                                                                                    |
| XXX (2021)    | Jesús López                             | Fanny camina                     | Una película sobre parejas                           | Que será del verano                                                                        |
| XXXI (2022)   | Los reyes del mundo                     | 1976                             | La hija de todas las rabias                          | Retratos del futuro                                                                        |
| XXXI (2023)   | Levante ,                               | El castigo                       | Los colonos                                          | Adieu Sauvage                                                                              |